# Přírodní park Velkopopovicko
Přírodní park Velkopopovicko je velkoplošné chráněné území o rozloze 22 km² rozkládající se jižně od Velkých Popovic ve Středočeském kraji v okrese Praha-východ, v převážně zalesněném kopcovitém terénu. Typickým krajinným prvkem jsou zde dubové lesy, louky a remízky s žulovými balvany a členitá krajina s mnoha rybníky, alejemi a vyhlídkami.
Přírodní park byl vyhlášen v roce 1993 s cílem ochrany čistého životního prostředí a zachovalé krajiny. Nacházejí se zde chráněné druhy rostlin i živočichů žijící v doposud málo narušené přirozené symbióze. Vzhledem k malému průmyslovému vlivu na krajinu se zde nalézají též kvalitní zdroje pitné vody. Parkem protéká Křivoveský a Mokřanský potok.
Do krajiny jsou zasazeny vesnice podhorského typu, často se zachovalou zemědělskou architekturou. Významnou památkou je např. 300 let starý špejchar v Křivé Vsi. Územím vede naučná stezka Krajinou barona Ringhoffera s deseti informačními tabulemi.

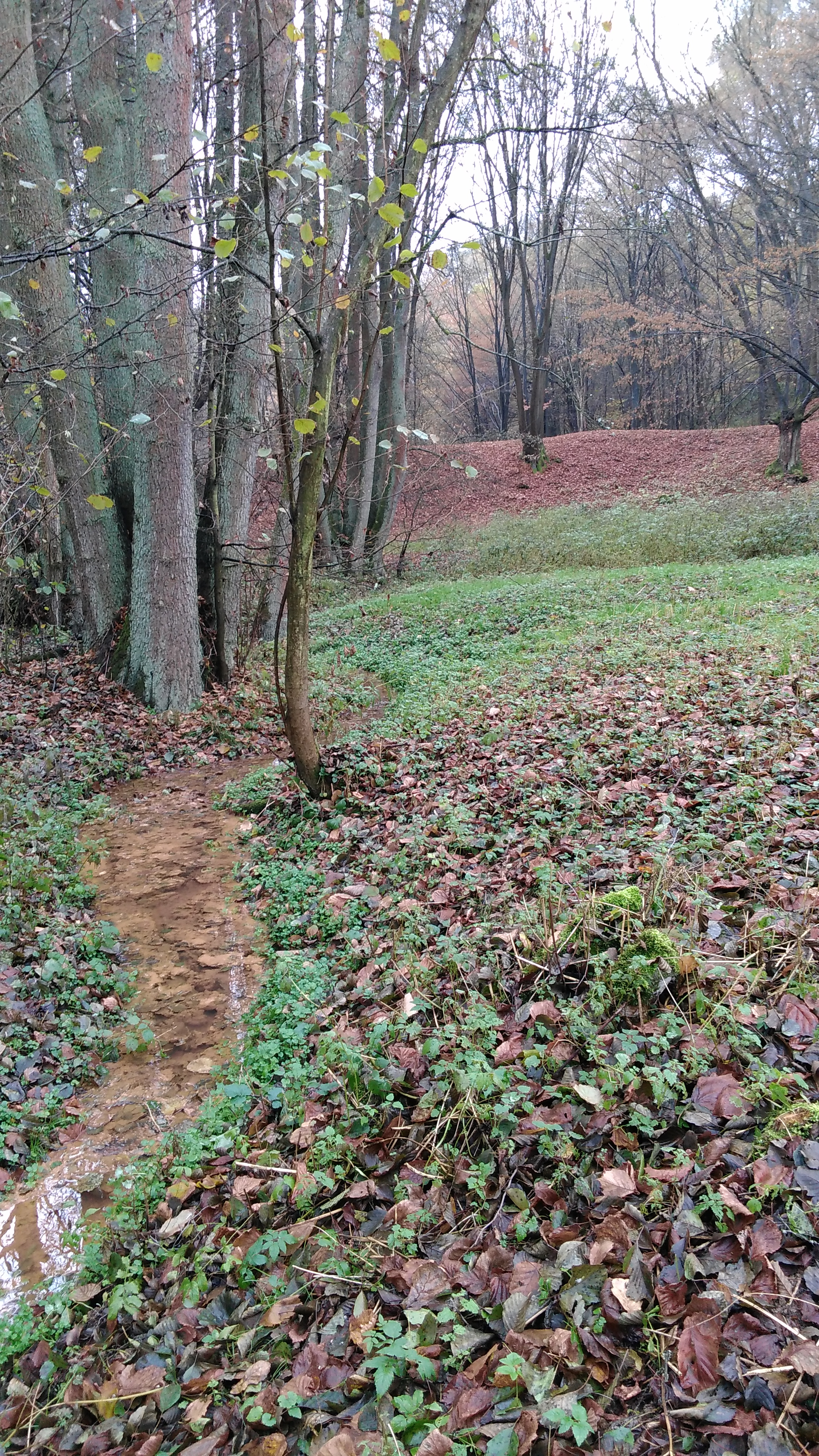
Křivoveský potok

## Lokalita
Přírodní park Velkopopovicko se nachází ve středních Čechách, v okrese Praha-východ. Zahrnuje katastrální území obcí: Velké Popovice, Kunice – Dolní Lomnice, Řehenice, Kamenice – Ládví a Štiřín. Pokrývá oblast o rozloze 2 127 hektarů. 
Krajina je zde velmi členitá, nadmořské výšky dosahují 400 až 500 metrů. Z obou stran je tato oblast lemovaná Křivoveským a Mokřanským potokem, které protékají až 100 metrů hlubokým údolím. Oba potoky jsou přítoky řeky Sázavy a bylo na nich vybudováno několik rybníků. Okolí vodních toků je obklopeno rozsáhlými mokřady. Díky průmyslem téměř nedotčené přírodě, zde nalezneme i zdroje pitné vody v některých z lesních studen. Park je především lesnatý, z většiny zde nalezneme jehličnaté lesy, ale vyskytují se zde i lesy listnaté. Nejvyšším bodem je vrch vysoký 473 m n. m. ležící severozápadně od Lojovic.

## Historie
Území přírodního parku Velkopopovicko bývá často označováno jako jedna z nejpůvodnějších a nejopuštěnějších krajin východní části Čech. Chráněným územím bylo označeno v roce 1993 vyhláškou okresního úřadu Praha – východ.
První osídlení se datuje již před Kristem, v podobě keltských oppid. V letech 1420 až 1434 byla tato oblast poznamenána husitskými válkami (zánik obce Adamovice). Ochranu bažin tvořily dva potoky – Mokřanský a Křivoveský. S postupně větším zalidňováním se krajina lesů a luk měnila na zemědělsky obhospodařovanou.

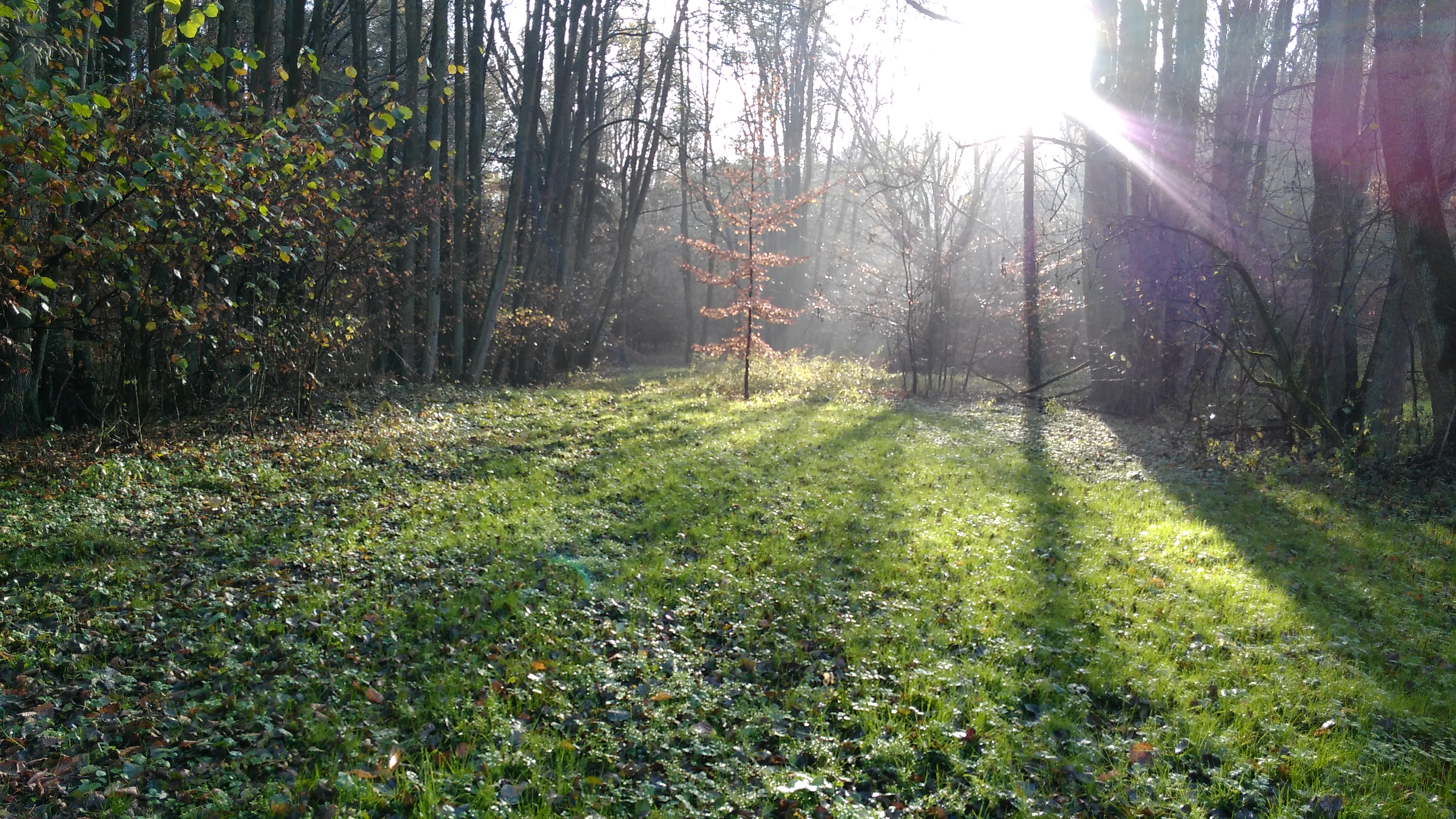
Mokřady okolo Křivoveského potoka

Již Keltové objevili pod úrodnou půdou zlatou rudu, a právě její těžba také ovlivnila dnešní podobu krajiny. Těžbou kamene vznikala zatopením lomů jezírka, která můžeme spatřit dodnes a jsou nalezištěm mnoha chráněných živočichů. Oblast byla také využívána pro svou pitnou vodu a proto zde i dnes nalezneme mnoho lesních studánek. Právě díky této pitné podzemní vodě mohl vzniknout v 70. letech 19. století Velkopopovický pivovar, který je stále v provozu. V současné době čerpá pivovar vodu z deseti lesních studní.

## Přírodní poměry
Oblast Velkopopovicka spadá dle biogeografického členění pod posázavský bioregion. Nachází se v Česko – Moravské geomorfologické soustavě, podsoustava Středočeská pahorkatina, geomorfologický celek Benešovská pahorkatina a podcelek Dobříšská pahorkatina.
Bohatě geomorfologicky členěný reliéf s oblými kopci a hlubokými údolími nám prozrazuje stáří této krajiny. Dominantní horninou Benešovské pahorkatiny je granitoid středočeského plutonu, který pochází z proteozoika a paleozoika. Žulou protkané remízky ohraničují jednotlivá pole a louky. Půdy zde nalezneme podzolové, hnědé lesní a hnědozemě.
Klima je mírné, přechodné mezi oceánským a kontinentálním. Nadmořská výška (400–500 metrů) je řazena mezi střední nadmořské výšky ČR.
Velkopopovicko spadá do rozvodí Vltavy a Sázavy a je protkáno vodní sítí menších toků: Křivoveský potok, Řepčický potok a potok Mokřanský.

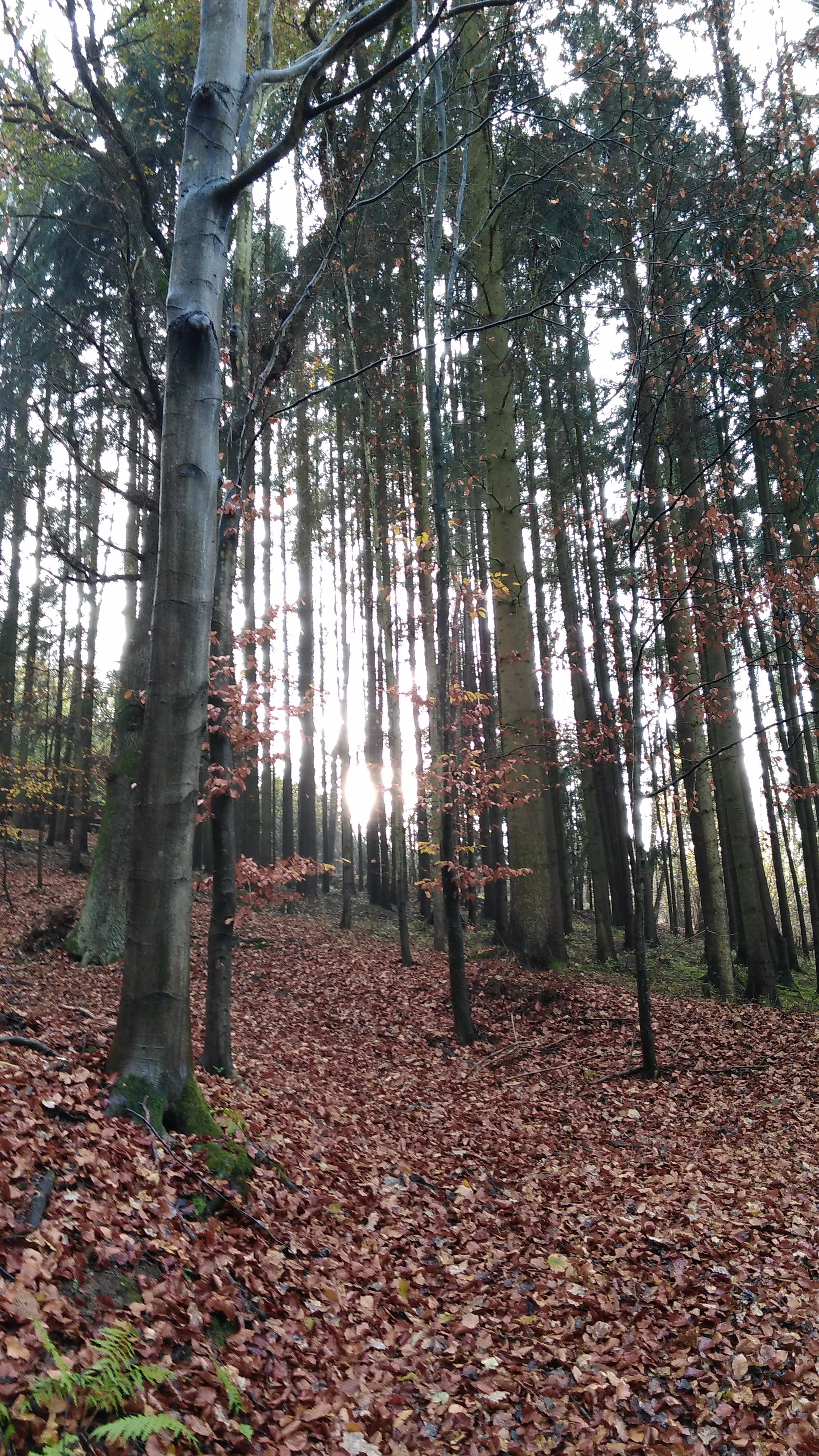
Bukový les

### Flora
Vedle rozrazilu horského (Veronica Montana), řeřišnice křivolaké (Cardamine flexuosa), plavuně pučivé (Lycopodium annotinum) nebo vrance jedlového (Huperzia selago), zde nalezneme chráněné druhy jako: kosatec malý sibiřský (Iris sibirica), vstavač májový (Dactylorhiza majalis) či sněženku předjarní (Galanthus nivalis). V lesích na podmáčenách půdách nalezneme rašeliník (Sphagnum) nebo papratku samičí (Athyrium filix-femina). Ze stromů zde najdeme listnaté: buk lesní (Fagus sylvatica), javor (Acer), topol osiku (Populus tremula; i jehličnaté zástupce: smrk (Picea) nebo borovice (Pinus). V Lojovicích roste památný dub letní (Quercus robur), který byl zapsán na seznam památných stromů dne v roce 1983. Houby najdeme především v lesích, příkladem je choroš (Polyporus), kterého bychom našli na pařeze nebo na trouchnivějících stromech; či houby hřibovité (Boletaceae).

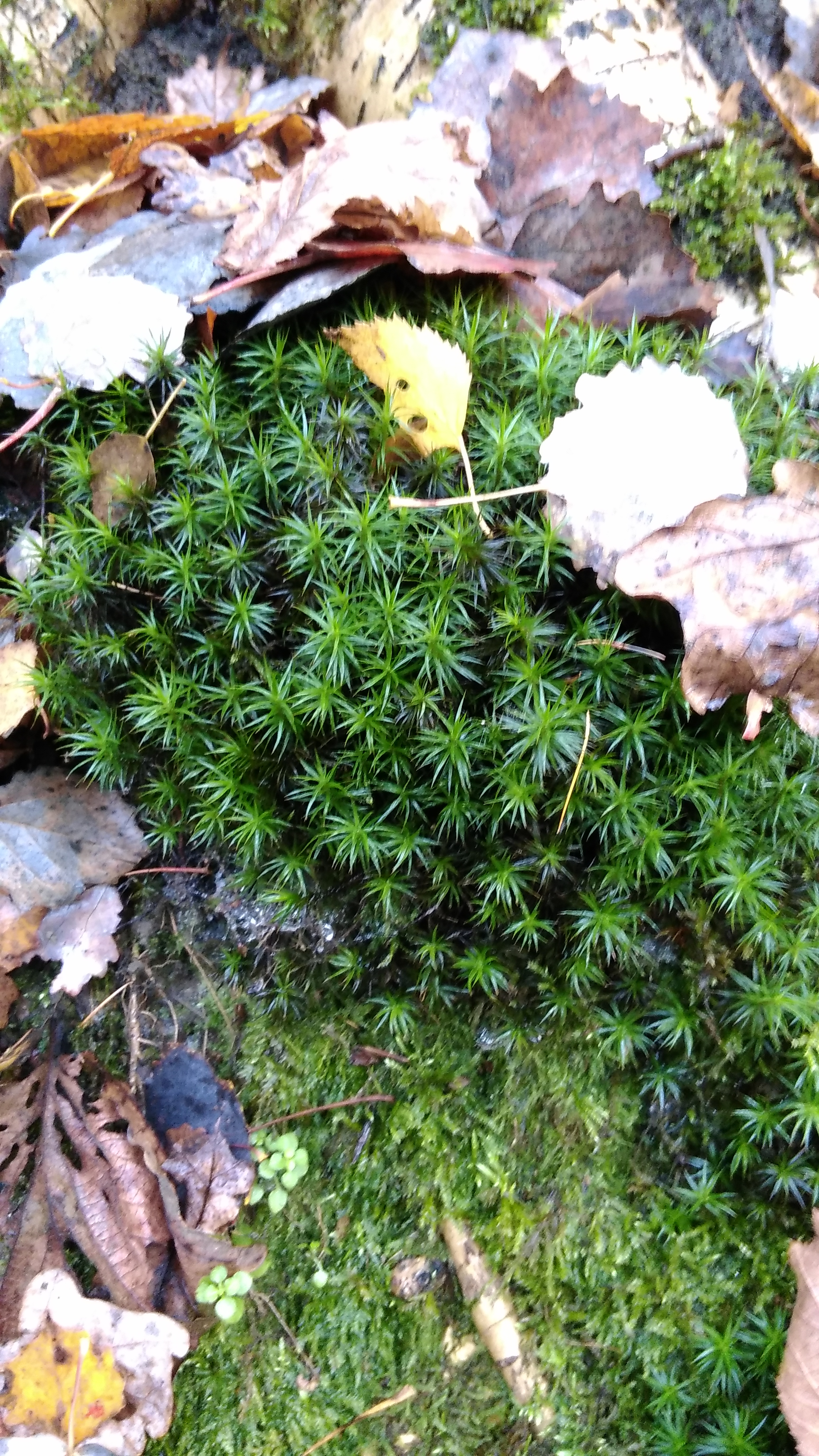
Rašeliník

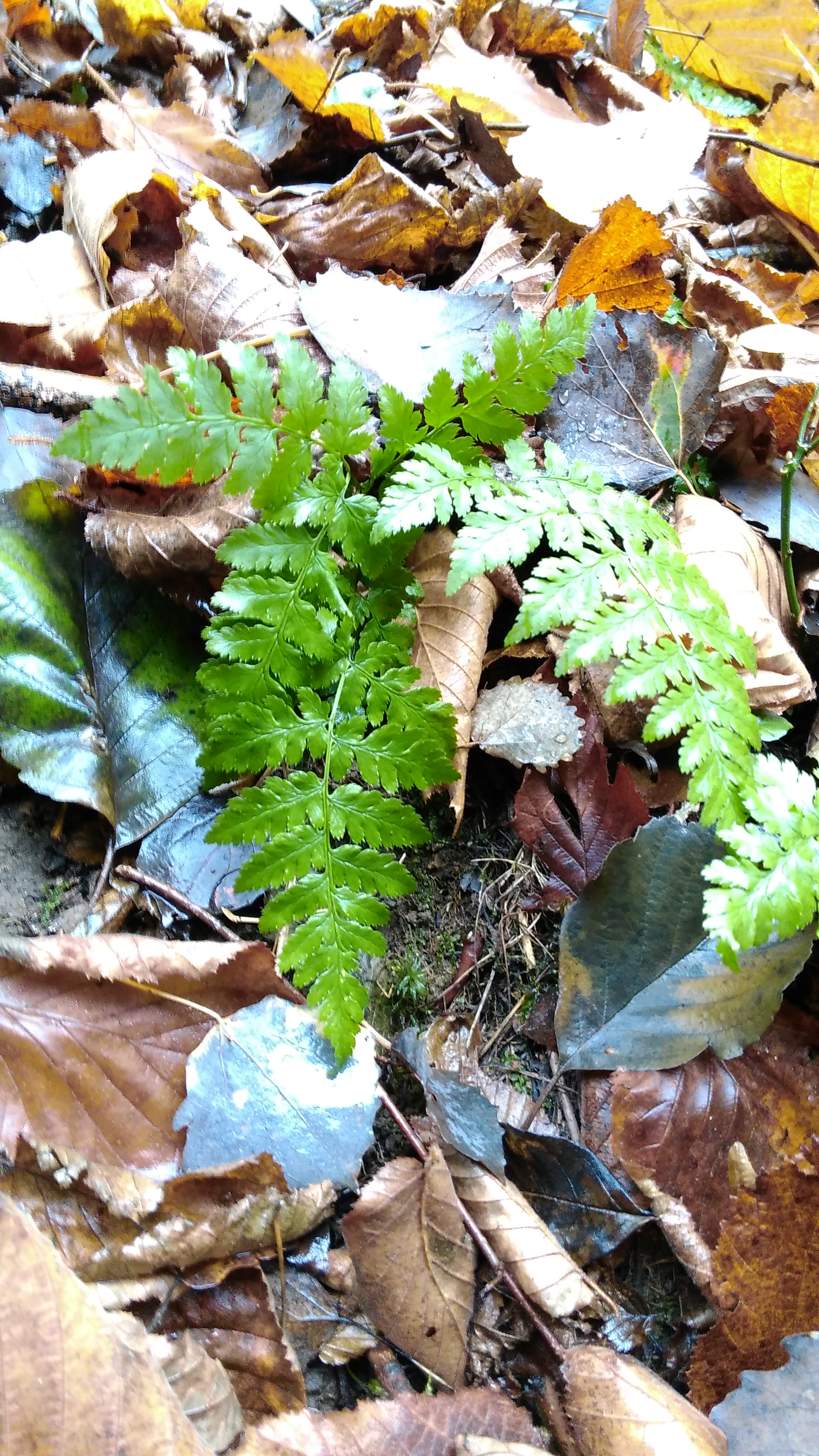
Papratka samičí

### Fauna
V hlubokých smíšených lesích můžeme potkat srnčí či černou zvěř. Z chráněných druhů se zde vyskytují např.: zmije obecná (Vipera berus), vydra říční (Lutra lutra), ledňáček říční (Alcedo atthis), rosnička zelená (Hyla arborea), čolek obecný (Lissotriton vulgaris), rak říční (Astacus astacus), skokan štíhlý (Rana dalmatina), pstruh potoční (Salmo trutta), kuňka obecná (Bombina bombina) nebo ropucha zelená (Bufotes viridis). Výskyt raka říčního či pstruha potočního dokazuje čistotu zdejších toků. Z hmyzu zde najdeme komáry (Culicidae), klíště obecné (Ixodes ricinus) či mravence obecného (Lasius niger).

## Ochrana a turismus
Krajina přírodního parku Velkopopovicko je chráněna kvůli krásných dubovým lesům, rozsáhlým mokřadům lemující potoky s čistou vodou, remízkům a loukám, a především rozmanité diverzitě živočichů a rostlin, které zde mají svůj domov. Zdroje pitné podzemní vody jsou také důležitým předmětem ochrany. Ochranu přírodního parku zajišťuje Spolek na ochranu a péči o přírodní park Velkopopovicko (SNOP Velkopopovicko). Mezi hlavní účely tohoto spolku patří: šíření povědomí o parku v širším regionu; ochrana před stavbami, které ohrožují samu podstatu parku; spolupráce se školou na tvorbě vztahu mládeže k parku; či spolupráce s obcí, místními podniky a dalšími spolky.
Krajina je téměř průmyslem nedotčena. Mezi lesy a loukami jsou rozmístěny malé vesničky podhorského rázu s malým osídlením. I z tohoto důvodu je tato oblast turisticky žádaná.  Velké množství polních i lesních cest krásnou přírodou ocení jak pěší turisté, tak i cyklisté. Zejména pak naučná stezka Barona Ringhoffera upoutá krásnými výhledy na malebnou krajinu. Trasa je dlouhá dvacet kilometrů a je na ní rozmístěno deset informačních tabulí. Začíná v Mirošovicích a vede přes Velké Popovice až do Kamenice. Také rozhraní obcí Velké Popovice a Kunice, zvané "Bílý kámen", je turisticky velmi navštěvované. Místo je zajímavé z historického hlediska, vedla zde totiž trasa z Prahy do Vídně, a jelikož se jedná o nejvyšší místo této cesty, byli zde přepřaháni koně cestujících. Dnes slouží jako odpočívadlo a za dobrého počasí je vidět např. hora Říp či pásmo Krkonoš.